# Julia Santos Solomon
Julia Santos Solomon (1956) es una artista multimedia dominicana estadounidense.

## Trayectoria
Nació en la República Dominicana y llegó a los Estados Unidos a la edad de 10 años, trasladándose a Nueva York en 1966 para estudiar arte.Asistió a la Escuela Secundaria de Arte y Diseño en la ciudad de Nueva York, a la Escuela de Diseño de Rhode Island y a la Universidad de Brown.
Trabaja múltiples géneros (dibujo, pintura, escultura, diseño de moda, paisaje, mural e ilustración), al abordar la creación de arte con un sentido de curiosidad y una oración que le guie. Su trabajo interdisciplinario transmite toda la gama de experiencias de vida de una mujer del vibrante patrimonio cultural del Caribe.
Las raíces familiares, la emigración a los EE. UU. y, recientemente, el trabajo realizado en pan de oro para "reapropiarse" del metal precioso extraído por los conquistadores europeos son tematicass que fluyen a lo largo de su obra. Los intensos colores caribeños sumergen al espectador en el mundo personal de la artista a la vez que expone su continua búsqueda de identidad mientras conecta lo biográfico con lo universal, lo geográfico con lo figurativo y el pasado con el presente.
Su obra se encuentra en las colecciones permanentes del Hudson River Museum, Yonkers, Nueva York, la Colección Leon-Litton del University Museum, Indiana University of Pennsylvania, el Museum of Modern Art, Santo Domingo, República Dominicana y la Fundación Altos de Chavón. La Romana, República Dominicana.Está archivada tanto en el Instituto de Estudios Dominicos de la City University de Nueva York como en los Archivos Smithsonian de Arte Americanoen Washington, DC.
Tras impartir clases en la Escuela de Diseño y Moda de Parson en Nueva York, Santos Solomon fue una de las fundadoras de la Escuela de Diseño Altos de Chavón de la Escuela de Diseño Parsons en la República Dominicana, ya que su larga amistad con el equipo de ilustradores de moda formado por Antonio López y Juan Eugenio Ramos (ambos de Puerto Rico) fue la inspiración de nuevas generaciones de artistas. Esto es, sobre todo en lo que concierne a la contribución que Santos Solomon hizo en la Escuela de Diseño Altos de Chavón en la República Dominicana, ya que formó a profesionales de la industria de la moda y produjo los desfiles de sus jóvenes estudiantes.
Ahora la artista vive en Woodstock, Nueva York donde especula que habitar una casa construida por un escultor le creó necesidad de trabajar en una tercera dimensión en un estudio rodeado de bosque y lo suficientemente grande como para albergar múltiples proyectos a la vez.
Su trabajo ha sido comentado en varios artículos por la, crítica de arte del Listín Diario y presentado en el New York Times,National Public Radio, State of the Arts, New Art International, Acrylic Revolution, Art Times Journal y Acrylic Illuminations.

## Lista de obras
Las siguientes obras son accesibles a través del sitio web personal del artista.
- Piscina de paleta del artista, colección de Nueva Zelanda
- Viento y Ternura, Colección Tropical
- Terracota pintada, colección de narrativa familiar
- Acantilados de Nueva Zelanda, Colección de grabados hechos a mano
- Pececito, Serie Soñando